# Stipagrostis ramulosa
Stipagrostis ramulosa là một loài thực vật có hoa trong họ Hòa thảo. Loài này được De Winter miêu tả khoa học đầu tiên năm 1964.